# Windham (Ohio)
Windham – wieś w Stanach Zjednoczonych, w stanie Ohio, w hrabstwie Portage.